# Vladimir Screciu
Vladimir Screciu (sinh ngày 13 tháng 1 năm 2000) là một cầu thủ bóng đá người România thi đấu cho Universitatea Craiova ở vị trí tiền vệ.

## Sự nghiệp câu lạc bộ
Vào ngày 2 tháng 10 năm 2016, Screciu có màn ra mắt cho Universitatea Craiova trong thất bại 2–1 trên sân khách tại Liga I trước Steaua București.